# Hyperolius leleupi
Hyperolius leleupi es una especie de anfibios de la familia Hyperoliidae.
Es endémica de República Democrática del Congo.
Su hábitat natural incluye montanos secos y pantanos.
Está amenazada de extinción por la pérdida de su hábitat natural.